# Remember Me (album de Sage the Gemini)
Pour les articles homonymes, voir Remember Me.
Singles
1. Red Nose
Sortie : 19 mars 2013
2. Gas Pedal
Sortie : 21 mars 2013
3. College Drop
Sortie : 17 décembre 2013
4. Down On Your Luck
Sortie : 25 février 2014

Remember Me est le premier album studio du rappeur américain Sage the Gemini, sorti le 25 mars 2014.

## Liste des titres
| No  | Titre                                                                      | Auteur                                                            | Durée |
| --- | -------------------------------------------------------------------------- | ----------------------------------------------------------------- | ----- |
| 1.  | Remember Me (Produit par P-Lo of The Invasion)                             | Dominic Wynn Woods, Paulo Rodriguez                               | 2:51  |
| 2.  | Bad Girls (Produit par Sage the Gemini)                                    | Woods                                                             | 2:23  |
| 3.  | Go Somewhere (featuring Iamsu!– Produit par Sage the Gemini)               | Woods, Sudan Williams                                             | 4:31  |
| 4.  | Gas Pedal (featuring Iamsu! – Produit par Sage the Gemini)                 | Woods, Sudan Williams                                             | 3:28  |
| 5.  | Red Nose (Produit par Sage the Gemini)                                     | Woods                                                             | 3:13  |
| 6.  | College Drop (featuring Kool John – Produit par P-Lo)                      | Woods, Rodriguez, Jonathan Faulk                                  | 2:54  |
| 7.  | Put Me On (featuring Shady Bo – Produit par Sage the Gemini)               | Woods                                                             | 3:53  |
| 8.  | Down On Your Luck (featuring August Alsina – Produit par The Exclusives)   | Woods, August Alsina, Dominic Logan, Sean McMillion, Ralph Jeanty | 2:16  |
| 9.  | Mad at Me (featuring Jay Ant and Iamsu! – Produit par Jay Ant)             | Woods, Jay Fort, Williams                                         | 2:45  |
| 10. | Nothing to Me (featuring Iamsu! – Produit par P-Lo)                        | Woods, Williams                                                   | 3:34  |
| 11. | Don’t You (Produit par Sage the Gemini)                                    | Woods                                                             | 2:17  |
| 12. | Second Hand Smoke (featuring Eric Bellinger – Produit par League of Starz) | Woods, Donte Blacksher, Eric Bellinger, Aaron Smit                | 2:45  |

| 13. | Just a Kiss (Produit par Kuya Beats of The Invasion)                                 | Woods, Oliver Rodriguez                            | 2:39 |
| 14. | Desert of Mirages (featuring Berner and Kehlani – Produit par Tha Bizness)           | Woods, Gilbert Milam, Christopher Whitacre, Justin | 4:29 |
| 15. | Give It Up (featuring Berner and P-Lo – Produit par P-Lo et Sage the Gemini)         | Woods, Milam, P. Rodriguez                         | 3:43 |
| 16. | Gas Pedal (Remix) (featuring Justin Bieber and Iamsu! – Produit par Sage the Gemini) | Woods, Williams, Bieber                            | 4:39 |
| 17. | They Don't Love You (Produit par Tha Bizness)                                        | Woods                                              | 3:32 |
| 18. | Stupid (featuring E-40 – Produit par P-Lo)                                           | Woods, Earl Stevens                                | 3:37 |

## Classements
| Classement (2014)      | Meilleure position |
| ---------------------- | ------------------ |
| Billboard 200          | 47                 |
| Top R&B/Hip-Hop Albums | 11                 |
| Top Rap Albums         | 5                  |